# Karaman (település)
Karaman egy város Törökországban, Közép-Anatólia központjában, Karaman tartomány fővárosa. A 2000-es népszámláláskor a tartomány lakossága 231 872 fő volt, ebből 132 064 Karaman városban élt. A kerület területe 3686 km², a város 1039 m  átlagos magasságban fekszik. A város egyik legfontosabb látnivalója a Karaman Múzeum.

## Fekvése
A Taurusz-hegységtől északra, Konyától körülbelül 100 km-rel délre fekvő település.

## Nevének eredete
A város nevét Karaman bejről kapta, aki a Karamanid-dinasztia egyik vezetője volt. Előző Laranda neve a luvi nyelvből származik, Larawanda jelentése "homokos, homokos hely".

## Történelme

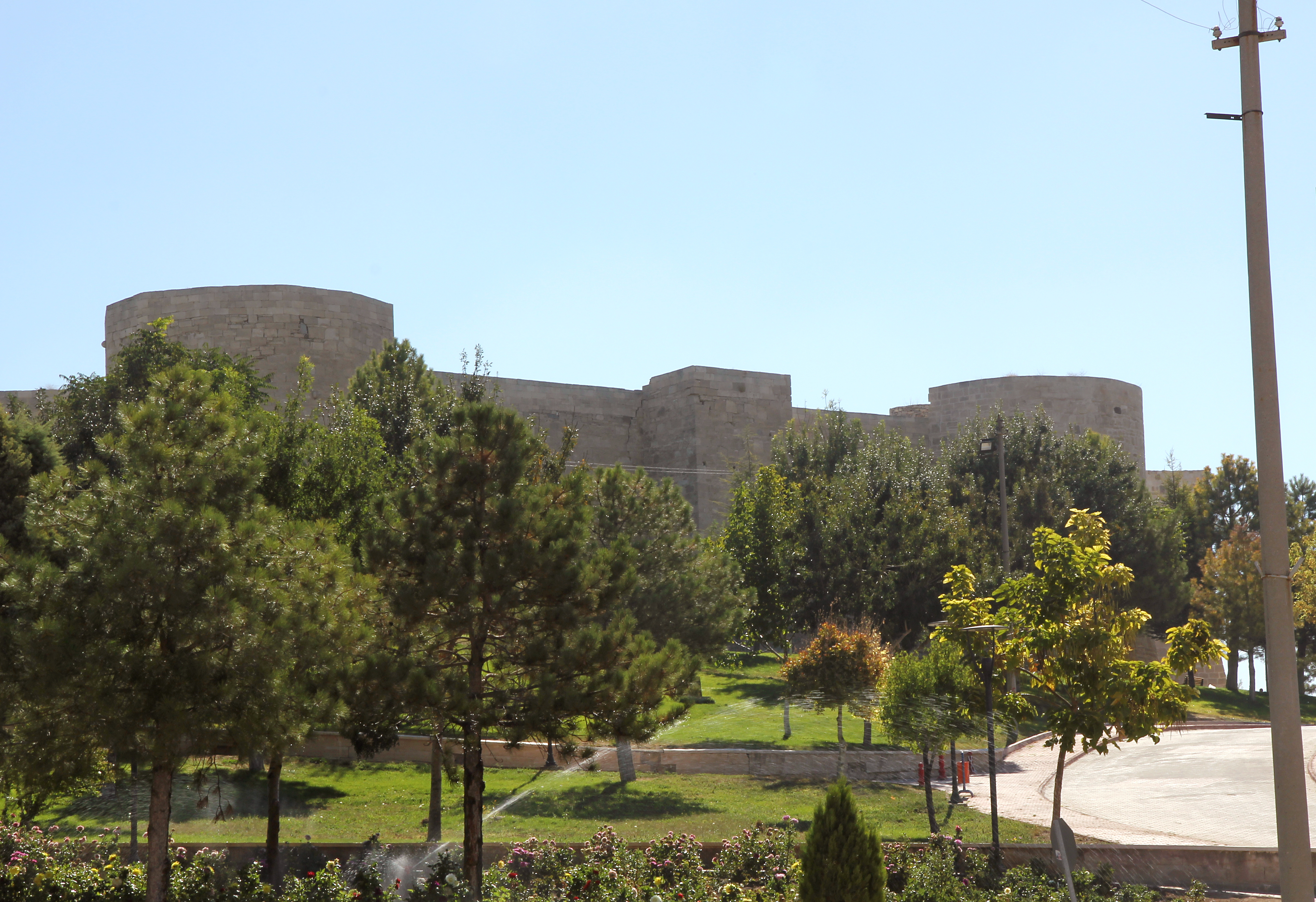
A vár Karamanban

A város az ősi hettita időkben Landa néven volt ismert, ami a görögöktől kezdve Laranda névre változott (görög: Λάρανδα). A szeldzsuk törökök pedig Larendének nevezték.
I. e. 6. századtól i. e. 322-ig Akhaimenida-uralom alá került, amikor Perdikkasz, Nagy Sándor egykori tábornoka alatt elpusztult, miután legyőzte Ariarathet,Kappadókia királyát. Ez később Isauri kalózok székhelyévé vált. Később a római, majd a bizánci birodalomhoz tartozott, majd a 12. század elején a szeluják foglalták el. Karamant 1190-ben Frederick Barbarossa és 1212 és 1216 között Ciliciai örmény királyság foglalta el. 1256-ban a várost a Karaman dinasztia; Karamanoğlu Mehmet Bey vette át, 1230-tól tiszteletére a város neve Karaman lett. A Karaman dinasztia 1261-ben a perzsa nyelv helyett a törököt nyilvánította hivatalos nyelvvé, ez ösztönözte ezután a török nyelvű irodalom fejlődését is. Ennek emlékére rendezik meg minden év júniusában Karamanban a török nyelv ünnepét.
1468-ban a törökök meghódították a Karamán emirátust, 1483-ban a tartomány fővárosát Konyára helyezték át. Karaman megtartotta a Karaman kastélyt és néhány falut, két mecset és egy korán iskola romjait. Egy gyönyörű mihrab a Karaman mecsettől a Csinili pavilonban található az Isztambul Régészeti Múzeum közelében.

## Itt születtek, itt éltek
- Yunus Emre költő (1238-1320) Karamanban élt és a későbbi években valószínűleg a Yunus Emre mecset mellett temették el.

## Nevezetességek
- Karaman Múzeum

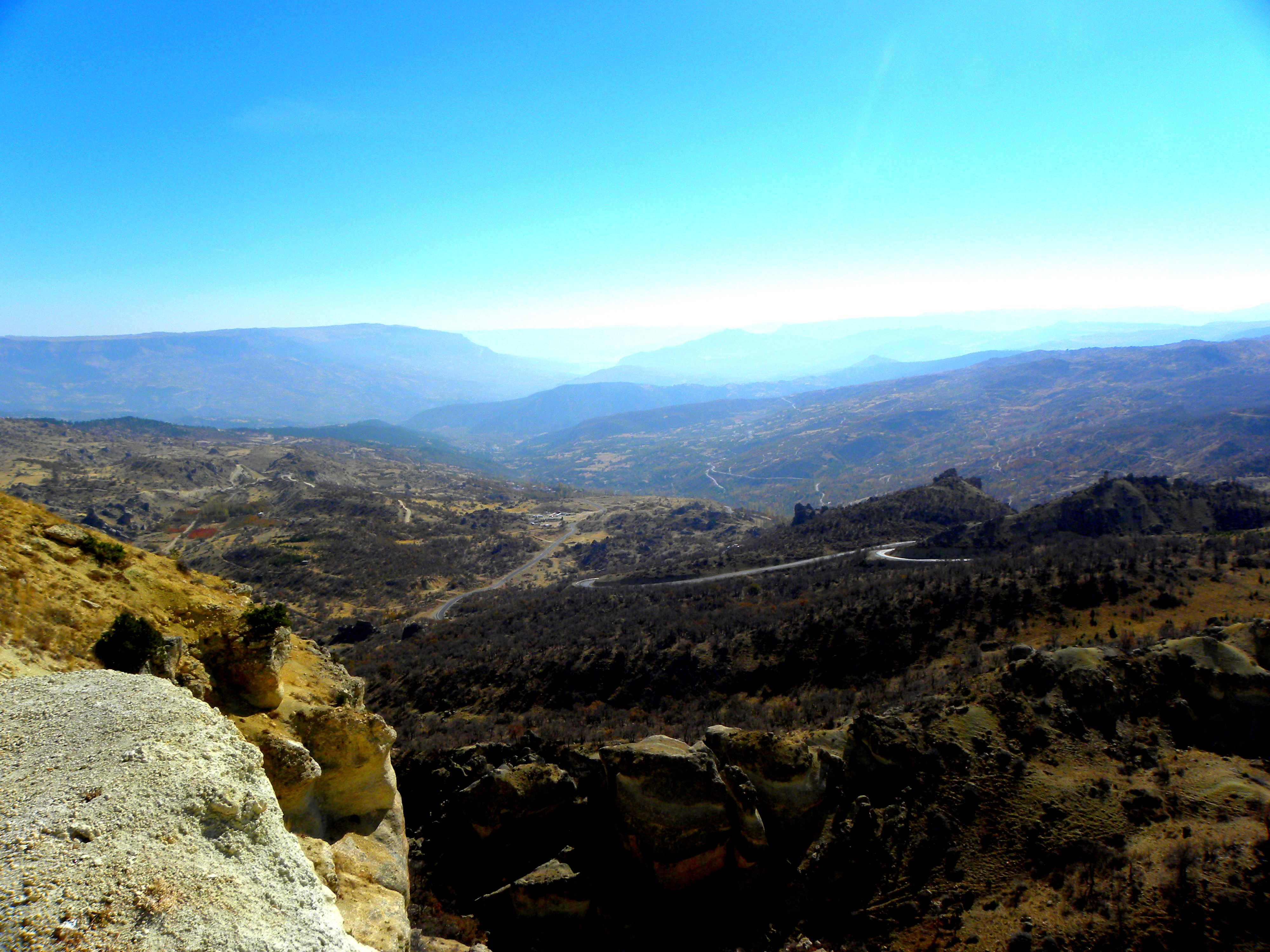
A Taurusz hegység látképe Karaman közelében

- Vár - A Hisartepe nevű dombon áll, ma is erőt sugárzó erődítmény, mely 1115-ben épült Meliksah szeldzsuk szultán rendeletére.
- Aktekke dzsámi (Fehér kolostor) - A Karaman dinasztia egyik tagja Alaeddin bej építtette 1371-ben Mevlána édesanyja tiszteletére, ezért Mader-i Mevlana-dzsámi néven is ismert.

## Galéria

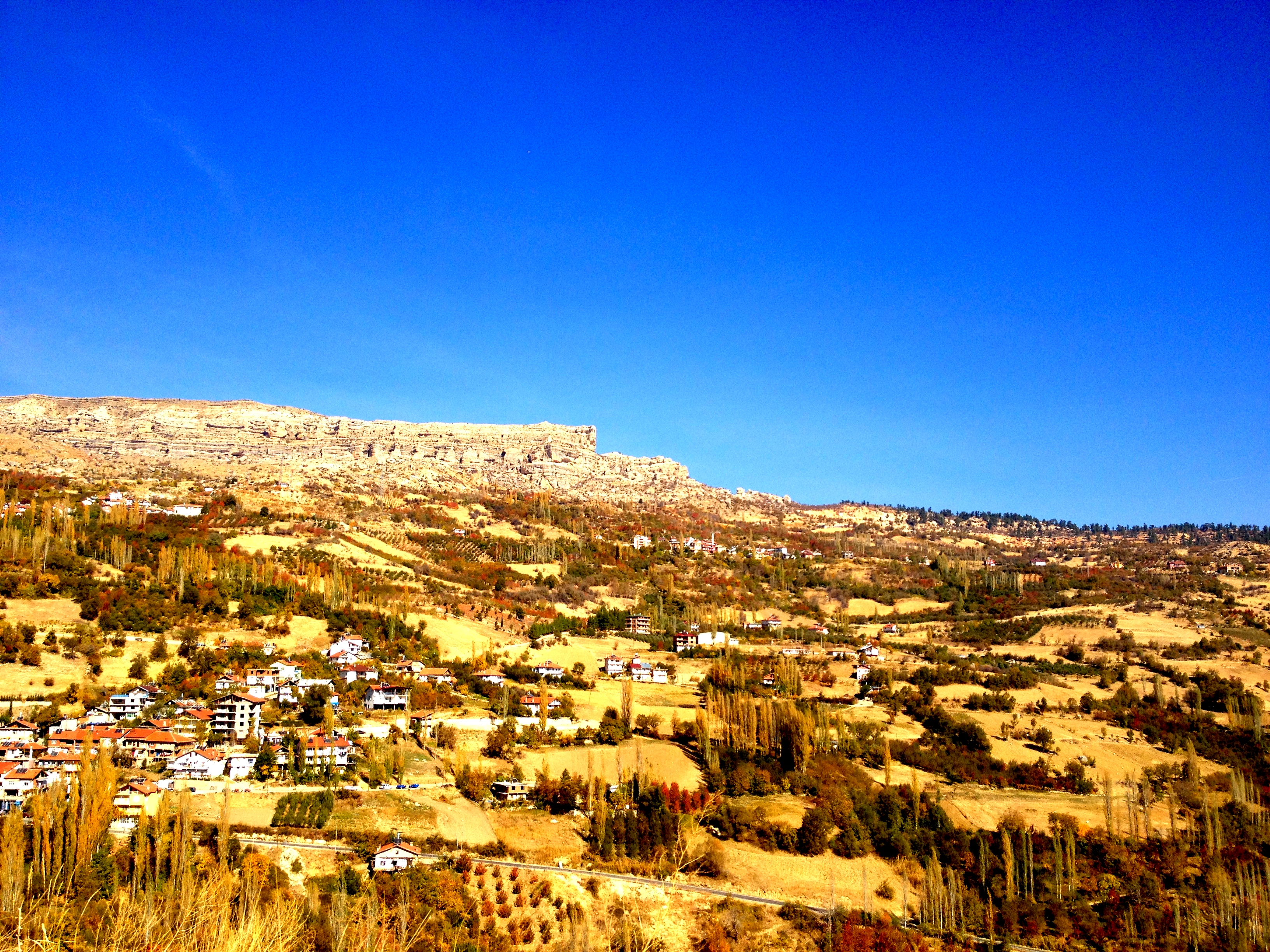
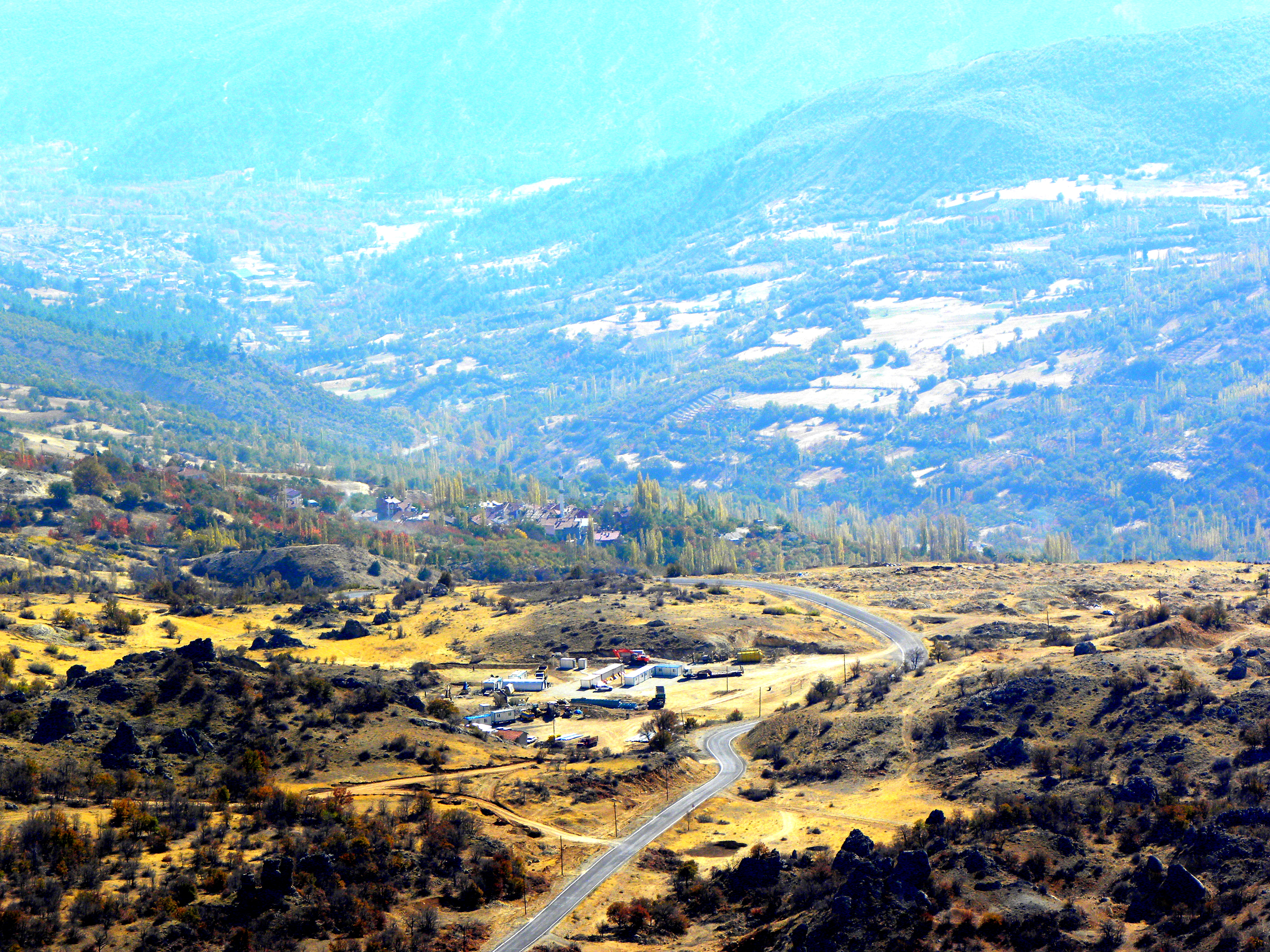
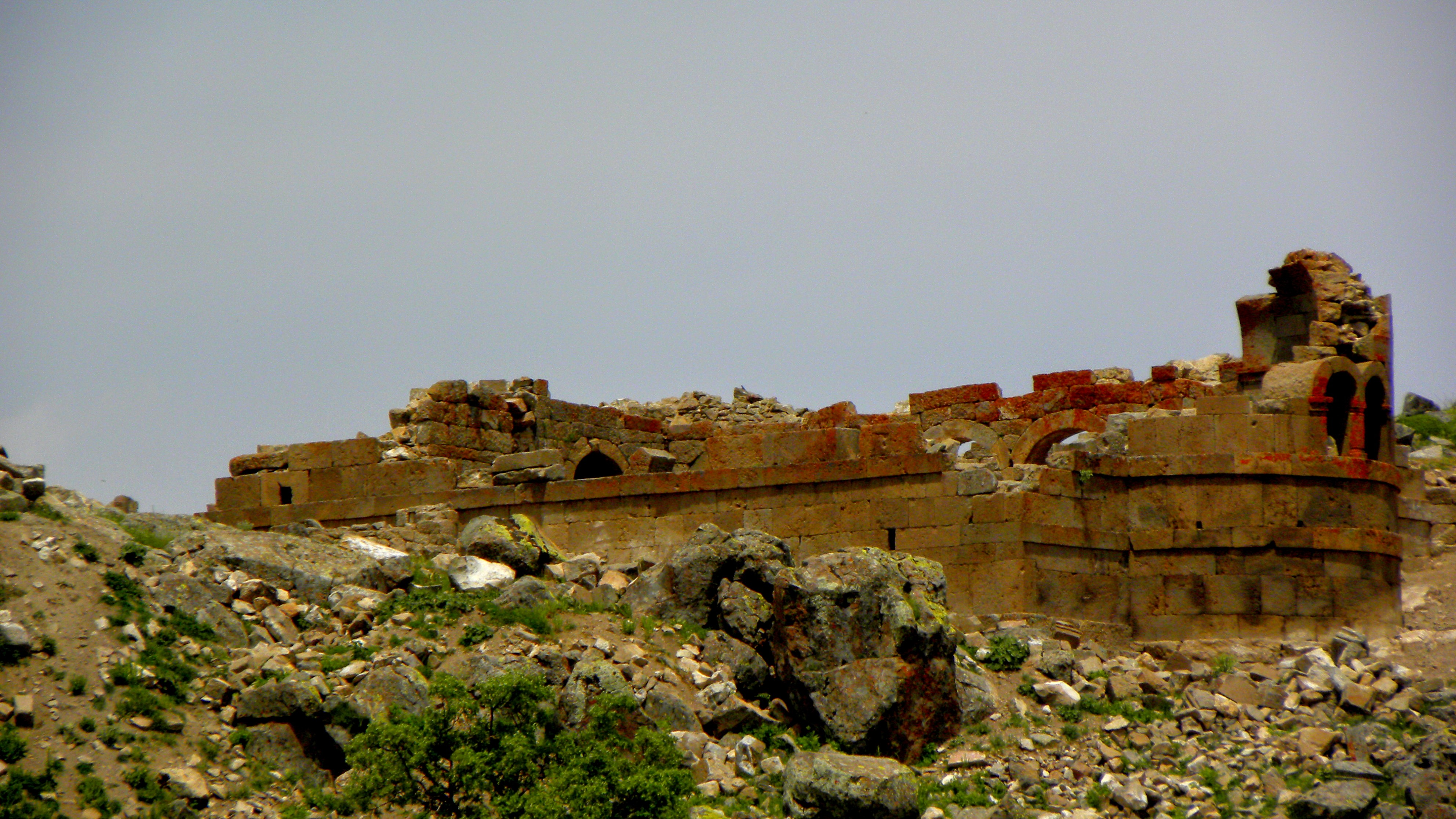
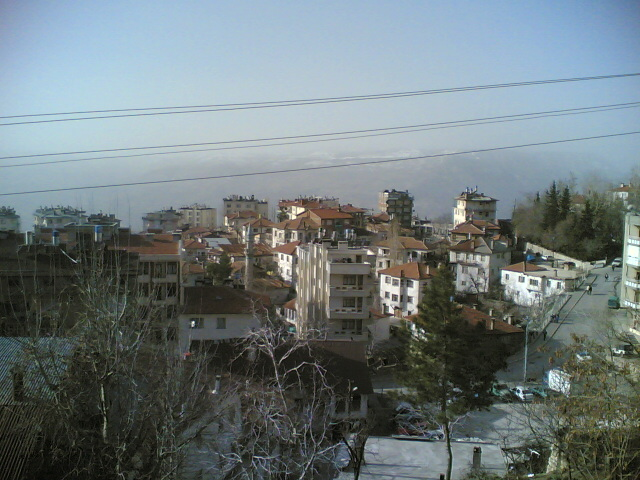
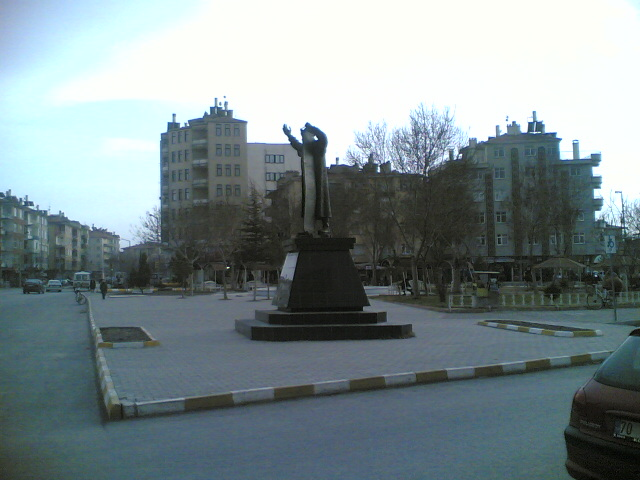
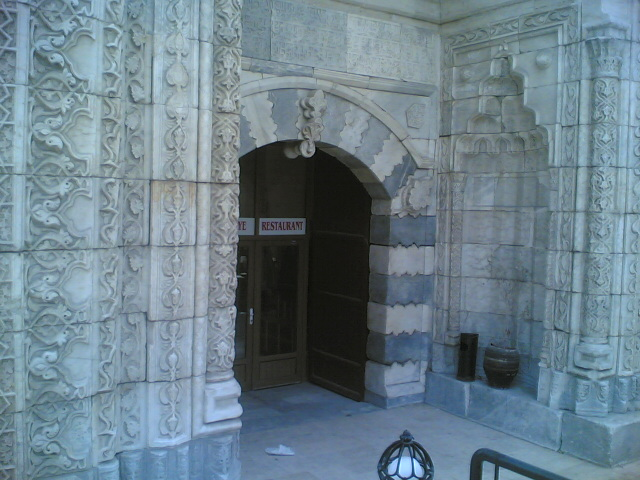
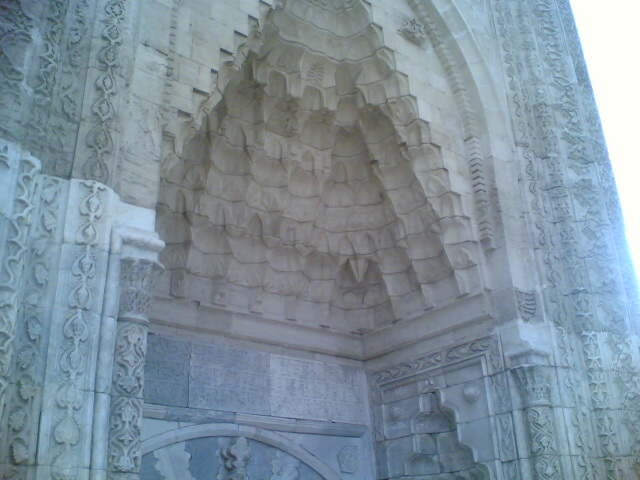
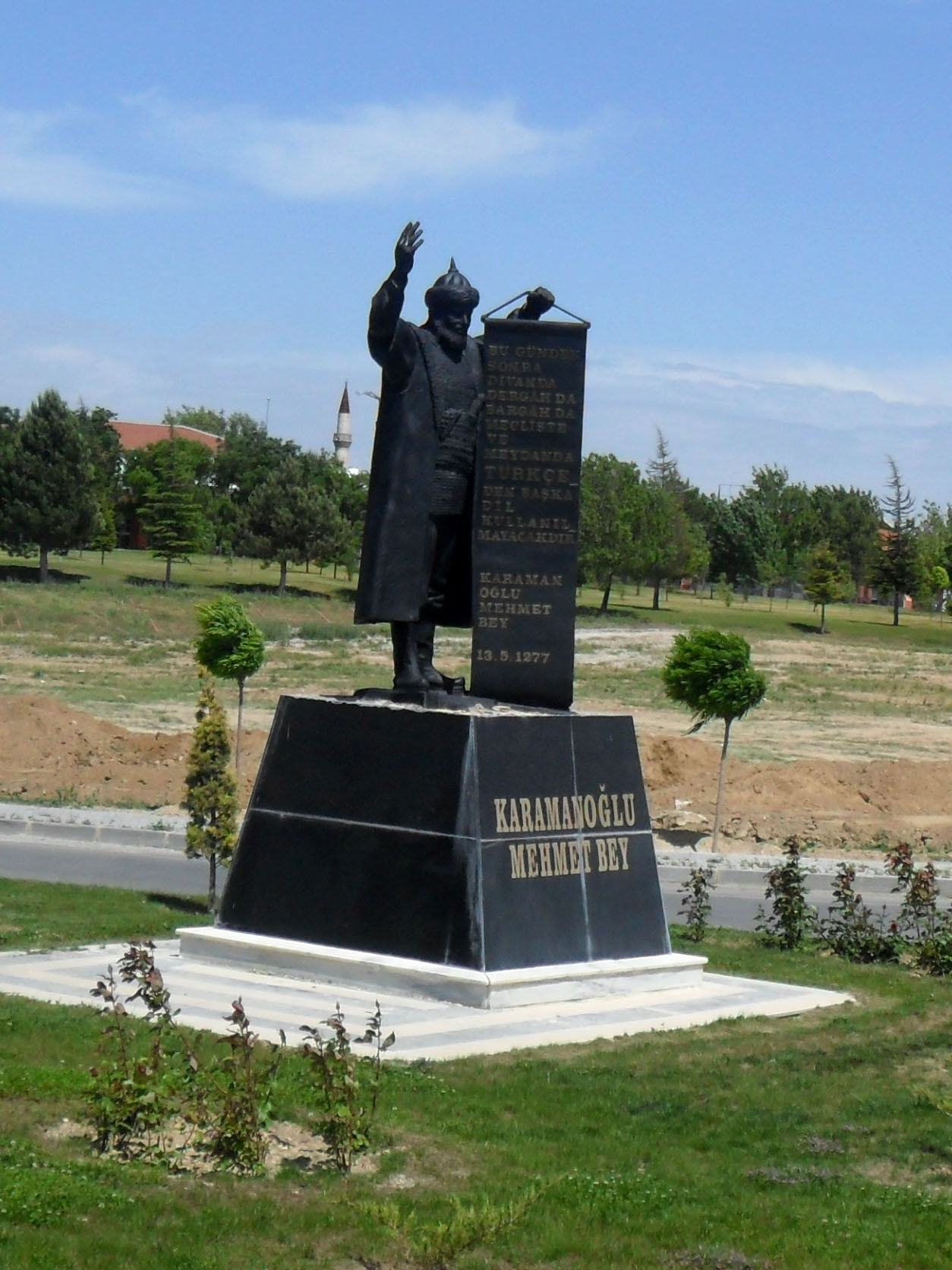
Mehmet Bey emlékműve